# Jácint (keresztnév)
A Jácint görög eredetű férfinév, amely a görög mitológiai névnek a latin Hyacinthus formájából származik. Magának a jácint virágnak (Hyacinthus orientalis) a neve is a mondai alak nevéből származik.  Női párja: Jácinta.
Számos nyelvben létezik a Jácint név változata:  Jacinto (spanyolul és portugálul), Giacinto (olaszul) és Jacek (lengyelül).

## Gyakorisága
Az 1990-es években igen ritka név, a 2000-es években nem szerepel a 100 leggyakoribb férfinév között.

## Névnapok
- augusztus 17.[2]
- szeptember 11.[2]

## Híres Jácintok
- Juhász Jácint színművész
- Rónay Jácint püspök
- Bagaméri Jácint fagylaltos (kitalált személy Csukás István "Keménykalap és krumpliorr" című ifjúsági regényében)